# Андес (Нью-Йорк)
Андес (англ. Andes) — місто (англ. town) в США, в окрузі Делавер штату Нью-Йорк. Населення — 1114 особи (2020).

## Демографія
Згідно з переписом 2010 року, у місті мешкала 1301 особа в 632 домогосподарствах у складі 372 родин. Було 1459 помешкань
Расовий склад населення:
| - 95,8 % — білих - 1,2 % — азіатів - 0,9 % — чорних або афроамериканців - 0,2 % — корінних американців - 1,0 % — осіб інших рас |

До двох чи більше рас належало 0,9 %. Частка іспаномовних становила 2,6 % від усіх жителів.
За віковим діапазоном населення розподілялося таким чином: 14,7 % — особи молодші 18 років, 56,0 % — особи у віці 18—64 років, 29,3 % — особи у віці 65 років та старші. Медіана віку мешканця становила 54,4 року. На 100 осіб жіночої статі у місті припадало 107,8 чоловіків;  на 100 жінок у віці від 18 років та старших — 110,6 чоловіків також старших 18 років.
Середній дохід на одне домашнє господарство  становив 56 061 долар США (медіана — 41 908), а середній дохід на одну сім'ю — 68 532 долари (медіана — 57 333). Медіана доходів становила 44 583 долари для чоловіків та 27 019 доларів для жінок. За межею бідності перебувало 14,0 % осіб, у тому числі 12,2 % дітей у віці до 18 років та 7,9 % осіб у віці 65 років та старших.
Цивільне працевлаштоване населення становило 415 осіб. Основні галузі зайнятості: освіта, охорона здоров'я та соціальна допомога — 27,7 %, будівництво — 20,5 %, науковці, спеціалісти, менеджери — 8,9 %, фінанси, страхування та нерухомість — 7,5 %.